# Hoplia shimomurai
Hoplia shimomurai är en skalbaggsart som beskrevs av Kobayashi 1990. Hoplia shimomurai ingår i släktet Hoplia och familjen Melolonthidae. Inga underarter finns listade i Catalogue of Life.